# Socol (gmina)
Socol – gmina w okręgu Caraș-Severin w Rumunii. Składa się ze wsi Baziaș, Câmpia, Pârneaura, Socol i Zlatița. W Baziaș znajduje się stacja kolejowa (obecnie w ruinie) na najstarszej linii kolejowej w historii Rumunii Oraviţa–Baziaş.
Według spisu powszechnego z 2011 roku gminę zamieszkiwały 1933 osoby, przy 2301 osobach według spisu z 2002 roku. Większość z nich stanowią Serbowie (50,39%), następnie Rumuni (35,9%), Romowie (5,38%) i Czesi (3,57%). 54,63% mieszkańców stanowią prawosławni Serbowie, zaś 22,71% prawosławni.